# راوية عاشور
راوية عاشور (18 فبراير 1947-)، ممثلة مصرية.

## حياتها
تخرجت في المعهد العالي للبالية في القاهرة، أكتشفها المخرج «توفيق صالح» وقدمها في فيلم «يوميات نائب في الأرياف» عام 1969 بدور «ريم». عملت بالسينما والتلفزيون في السبعينات وحتى عام 1982 ثم أختفت عن الساحة الفنية. كان رصيدها 9 أعمال فقط.

## أعمالها الفنية
- فيلم «يوميات نائب في الأرياف» للمخرج توفيق صالح عام 1969،[7] قامت بدور «ريم».[8]
- فيلم «الثعلب والحرباء» للمخرج حسام الدين مصطفى عام 1970،[9] قامت بدور نادلة في فندق شيراتون.[10]
- فيلم «المتعة والعذاب» للمخرج نيازي مصطفى عام 1971،[11] قامت بدور «سلوى صالح» الصديقة المثلية لبطلة الفيلم (شمس البارودي) التي تكره الرجال.[12][13]
- المسلسل التلفزيوني «كلاب الحراسة» للمخرج نور الدمرداش عام 1972، في الظهور الأول للممثل محمود عبد العزيز.[14][15]
- فيلم «أغنية على الممر» للمخرج علي عبد الخالق عام 1972.[16][17]
- المسلسل التلفزيوني «القضبان» للمخرج أحمد طنطاوي عام 1974، مع الوجه الجديد «هناء ثروت».[18][19]
- فيلم «الشوارع الخلفية» للمخرج كمال عطية عام 1974،[20] قامت بدور «درية شكري عبد العال».[21]
- مسلسل «الوسادة الخالية» للمخرج نور الدمرداش عام 1979.[22]
- فيلم «الأقدار الدامية» للمخرج خيري بشارة عام 1982،[23] قامت بدور مشيرة.[24]

## وصلات خارجية
https://www.imdb.com/name/nm6860736/?ref_=nv_sr_srsg_0 راوية عاشور
https://karohat.com/Person/598cd9df-c5ce-4e0c-8254-7136781b77ed راوية عاشور